# Jarawa
Los jarawa son un pueblo que durante milenios ha vivido en las selvas de lo que hoy son las Islas Andamán. Son agricultores y ganaderos sedentarios. Se dedican sobre todo al ganado de cerdos salvajes y lagartos monitor, a la pesca con arcos y flechas y a la recolección de semillas, bayas y miel. Viven en nueve grupos de cuarenta o cincuenta personas en Andamán del Sur y Andamán del Medio.

## Aspecto físico
Son delgados, de piel oscura, pelo corto, baja estatura y se parecen físicamente a los semang de la península malaya y a los aeta de las Filipinas, por lo cual se los describía como integrantes del grupo racial de los negrito.

## Origen
Constituían un enigma y se discutía cómo una población de tez oscura había podido llegar en la antigüedad a lugares tan lejanos y especialmente a las aisladas islas Andamán. Ahora se sabe que los primeros habitantes de Asia procedían del oriente de África y poblaron en primer lugar la costa sur del continente. Durante la última glaciación, las islas Andamán eran mayores y estuvieron muy cerca o unidas con Birmania por un istmo, de forma que los antepasados de sus actuales habitantes pudieron alcanzar el lugar sin cruzar el mar o cruzándolo con pequeñas embarcaciones. Las investigaciones genéticas demuestran, en todo caso, que las poblaciones nativas de Andamán son descendientes de las poblaciones fundadoras y han permanecido genéticamente aisladas. 

Se han propuesto tres hipótesis sobre el momento del poblamiento del archipiélago, teniendo en cuenta cuándo se originaron los dos haplogrupos de ADN mitocondrial característicos de los aborígenes, M31 y M32 y la presencia de los mismos en muy bajos porcentajes en algunas poblaciones de la India continental. La primera considera la llegada de los antepasados a Andamán hace 45 000 años y explica, con alguna migración de regreso de hace menos de 24 000 años, la presencia de alguna población genéticamente relacionada en la India; la segunda considera que el poblamiento de las Andamán ocurrió hace unos 24 000 años durante el glacial máximo, de manera que no se requirieron conocimientos especiales de navegación para alcanzar o dejar las islas; y la tercera, que el primer poblamiento de las Andamán ocurrió apenas entre hace 10 000 a 3000 años.

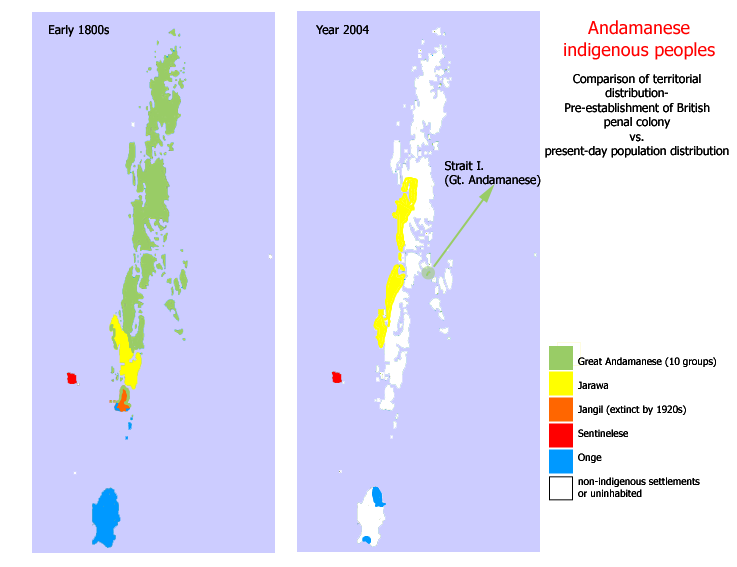
Territorio de las etnias andamanesas 1800 - 2004

## Problemática
Un origen semejante tienen otros trece pueblos nativos andamenenses, que se subdividen en el grupo del norte, casi exterminado por la colonización (solo sobreviven 41) e integrado por diez pueblos, y el grupo del sur integrado por los önge (100) de la pequeña Andamán, los jarawa, los jangil de la isla Ruthland (exterminados) y los sentineleses. Las culturas de estos dos últimos pueblos sobrevivieron protegidas por su continua hostilidad a la colonización. Los jarawa, hasta 1996, evitaban todo contacto con los colonos, que desde hace 150 años llegaron de Gran Bretaña y siguen llegando de la India. Los ingleses hicieron variados esfuerzos para «pacificar» a los jarawa mediante regalos, secuestros y ataques a sus asentamientos, pero no lograron sino incrementar su hostilidad. 
La principal amenaza actual contra los jarawa se deriva de la invasión de su tierra, desencadenada por la construcción de una carretera a través de su selva en los años 1970. La carretera ha atraído a colonos, furtivos y madereros a la tierra jarawa; estos cazan a los animales de los que se alimenta la tribu, recortan su territorio y los exponen a enfermedades. Algunas organizaciones indigenistas, como Survival International, critican el proyecto y denuncian que el gobierno indio no ponga más énfasis a la hora de hacer cumplir las condiciones que permiten no sedentarizar a los jarawa.

## El problema de los «safaris humanos»
Cada día, miles de turistas viajan por la Andaman Trunk Road, la carretera que atraviesa ilegalmente la reserva Jarawa, para «avistar» a los miembros de la tribu. Los jarawa son tratados como meras atracciones o animales en un parque safari. Incluso han sido documentados casos de indígenas obligados a bailar a cambio de dulces.
Además de afectar su dignidad, el paso de turistas por la carretera ilegal representa una amenaza real para las vidas de los indígenas; los jarawa corren el riesgo de ser diezmados por las enfermedades llevadas por los visitantes extranjeros, contra las cuales tienen escasas o nulas defensas inmunitarias.
Tras el despliegue de la campaña de Survival International, que por primera denunció este fenómeno en 2010, las Naciones Unidas y el ministro de Asuntos Indígenas de la India condenaron los «safaris humanos» y exigieron el cierre de la Andaman Trunk Road. No obstante, las autoridades locales se han mostrado indiferentes y la carretera permanece abierta. La campaña de Survival elevó la presión y aún continúa. En abril de 2013 la ONG pidió a los turistas no ir de vacaciones a las islas Andamán hasta que no se ponga fin a los «safaris humanos» en la tierra de los jarawa.